# Floroglucin
A floroglucin egy szerves vegyület, háromértékű fenol. Benzolgyűrűt tartalmaz, ehhez 3 hidroxilcsoport kapcsolódik 1,3,5-helyzetben. Színtelen vagy halványsárga színű kristályos vegyület. Édes ízű. Vízben rosszul oldódik. Alkoholban és éterben az oldhatósága jobb. A vegyület vizes oldatából a két molekula kristályvizet tartalmazó dihidrátja kristályosítható ki. A dihidrát 100 °C-on elveszíti a kristályvizét.
A floroglucin szó a görög phloiosz (φλοιός = kéreg) és glykosz (γλυκός = édes) összetételéből származik, először ui. a floridzin nevű növény gyökerének kérgéből nyert glikozidból vonták ki.

## Kémiai tulajdonságai
A floroglucin a vas(III)-ionokkal ibolya színű színreakciót ad. Két tautomer alakja van. Nemcsak az aromás, háromértékű fenol alakban vehet részt reakciókban, hanem ketonként is reagálhat. (A másik tautomer alak egy három oxocsoportot tartalmazó gyűrűs keton, az ciklohex-1,3,5-trion). Mint fenol éterré és észterré alakulhat, mint keton, hidroxil-aminnal oximmá alakítható.

## Előállítása
A floroglucin előállítására több módszer is létezik. Az egyik eljárás során sz-benzoltriszulfonsavból állítják elő. Ebből nátrium-hidroxiddal, alkáliömlesztéssel nyerik.
Egy másik, ennél hatékonyabb módszer szerint 1,3,5-trinitrobenzolból nyerhető. Ezt ón(II)-kloriddal (SnCl2) redukálják, egy három aminocsoportot tartalmazó, aromás vegyületté (1,3,5-triamino-benzollá) alakítják. Ennek a savas hidrolízisekor floroglucin keletkezik.

## Felhasználása
A floroglucint felhasználják számos gyógyszer és festék előállításakor. Felhasználható a pentózok (öt szénatomos szénhidrátok) és a pentozánok mennyiségi meghatározására. (Ezek ugyanis furfurollá alakíthatók, a floroglucin pedig furfurol hatására egy vízben gyakorlatilag oldhatatlan vegyületté alakul.) Felhasználható a lignin kimutatására is, mert ezzel vörös színreakciót ad sósav jelenlétében.